# 뤼덴 하우스
뤼덴 하우스(독일어: Haus zum Rüden 하우스 춤 뤼덴[*], 또는 줄여서 Rüden) 건물은 스위스 취리히에서 콘슈타펠 협회의 회의장으로 역사적으로 주목할만한 건물 중 하나이다. 스위스 취리히의 리마트콰이 산책로에 위치해 있으며, 각각 마이센 길드하우스인 뮌스터호프 광장 맞은편에 있으며, 치머로이텐, 켐벨 및 사프란 길드하우스와 인접해 있다.

## 건축
건물은 원래 현재의 리마트콰이 산책로에 위치한 겸손한 목재 구조였으며, 당시 이름은 라이히스트라세(Reichsstrasse)이다. 도시의 전 여주인이자 프라우뮌스터 수도원의 공주님이 이 건물을 조폐국으로 사용했다. 시의회의 명령에 따라 1348년에 1층을 돌담과 시청으로 사용할 개방형 현관으로 재건했다. 2층에는 콘스타펠회 회원들이 사용하는 술자리가 있었다.

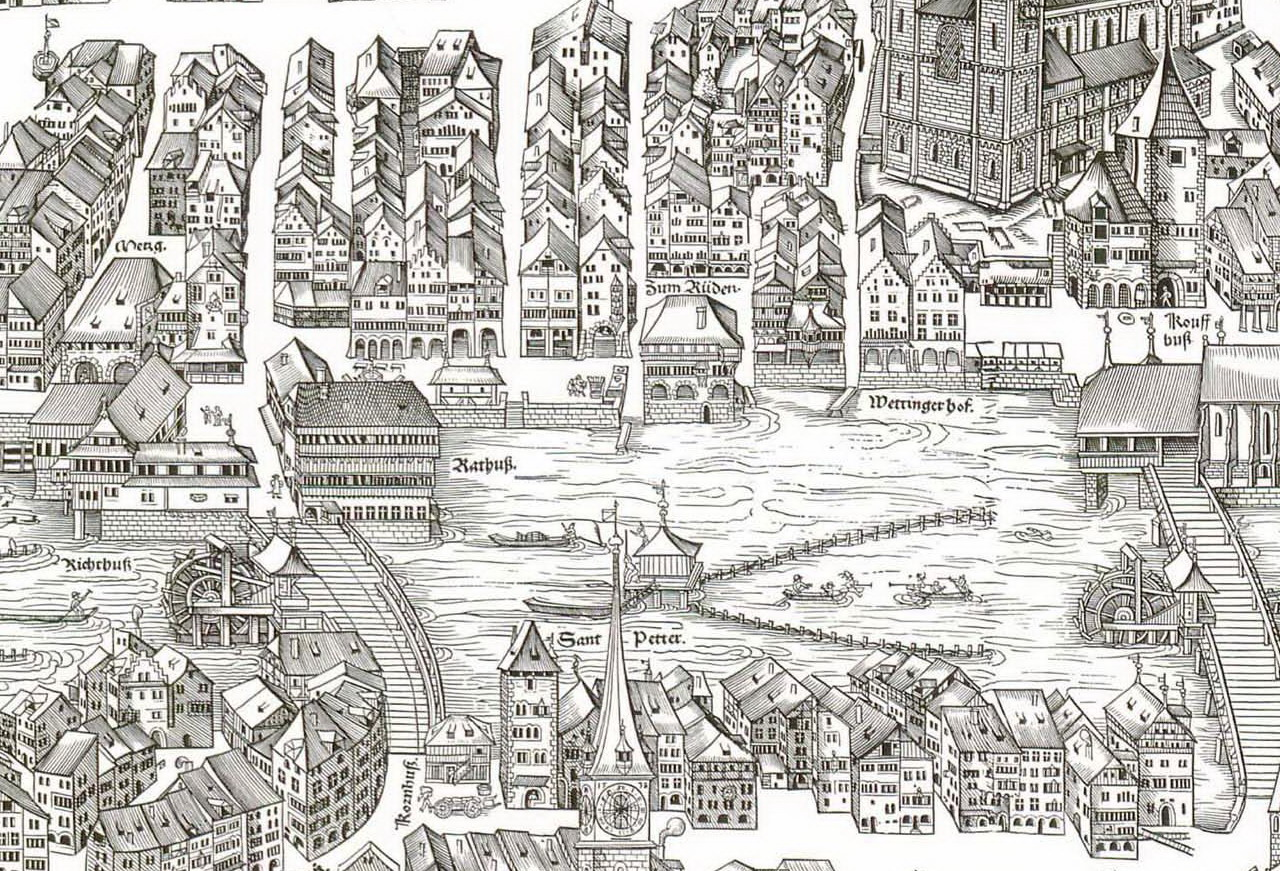
뮤러플랜

1576년의 뮤러플랜(Murerplan)(에서 건물은 소위 라이히스트라세 (제국 거리)에 있는 하우에 길드하우스 남쪽 리마트강의 오른쪽 강변에서 볼 수 있다. 현재의 형태는 17세기 후반에 목재 골조를 추가한 것이다. 두께가 약 1m인 낮은 돌담 위로 양쪽으로 돌출된 바닥. 시 당국의 요청에 따라 주변 건축물과의 조화를 위해 아치 아래에 보행로를 조성했다. 또한 외부 개조는 브렘 형제에 의해 이루어졌고 내부는 안드레 암만이 재설계하여 원래 건물의 고딕 양식을 보존하고 후속 수정을 제거했다. 현재 시조 레스토랑의 고딕 양식 홀인 술집(Trinkstube)의 인상적인 특징은 11미터 너비의 웅장한 곡선형 목재 천장 기둥과 조각된 머리, 풍부한 인테리어가 있다.

## 역사

### 건축물
뤼덴 건물은 1358년과 1377년에 프라우뮌스터 인구 조사에서 처음 언급되었다. 1401년부터 콘슈타펠 회원이 매각되면서 건물은 ‘남자들을 위한 술집’(Trinkstube der Herren zum Rüden)으로 알려졌다. 춤 뤼덴(zum Rüden)이라는 이름은 콘슈타펠의 문장에서 귀족 사냥권의 상징으로 채택된 늑대 사냥개에서 유래했다. 1868년에 뤼덴 건물은 당시 귀족 사회인 귀족회(Adelige Gesellschaft)에 의해 취리히 시에 매각되었으며, 1937년에는 현재의 콘슈타펠 협회에 의해 다시 인수되었다. 건물에는 더 높은 가격대의 레스토랑도 있다.

### 콘슈타펠 협회
콘슈타펠 협회(독일어: 콘슈타펠 협회)의 기원은 중세 취리히 길드와 함께 브룬 길드 헌법에 따라 공식적으로 설립된 1336년으로 거슬러 올라간다. 길드는 다양한 공예 협회의 협회였지만 동시에 독립적인 군대 형성으로 중세 도시 공화국의 전쟁에 참여한 경제적, 정치적, 사회적 및 심지어 군사 조직이었다. 그러나 콘슈타펠 회원은 원래 각각 프라우뮌스터 수도원의 기사단과 일반적으로 취리히 시장을 지명하는 부유한 상인으로 구성되었다. 그들은 또한 프랑스 혁명군이 길드 체제를 종식시키고 1798년 봄에 이른바 구스위스 연방이 붕괴될 때까지 중세 도시 취리히 공화국의 엘리트 평의회 의원들을 구성했다. 취리히 길드로서, 콘슈타펠의 ‘손님’으로 참여하는 프라우뮌스터 협회의 여성 회원 제외하고, 콘슈타펠 회원은 젝세로이텐을 연습한다.

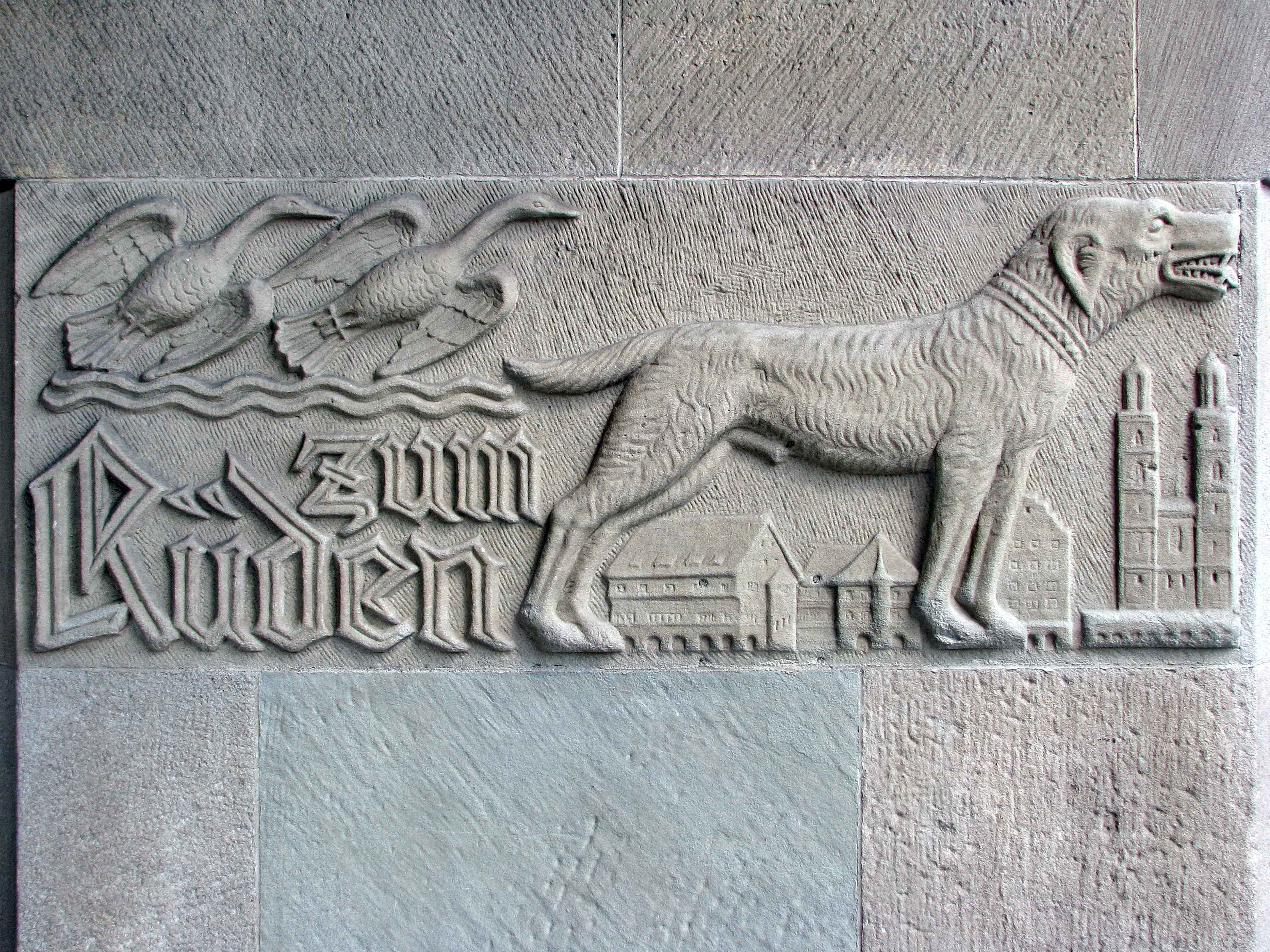
늑대의 부조, 뤼덴 길드회관의 상징이자, 콘슈타펠 협회의 문장
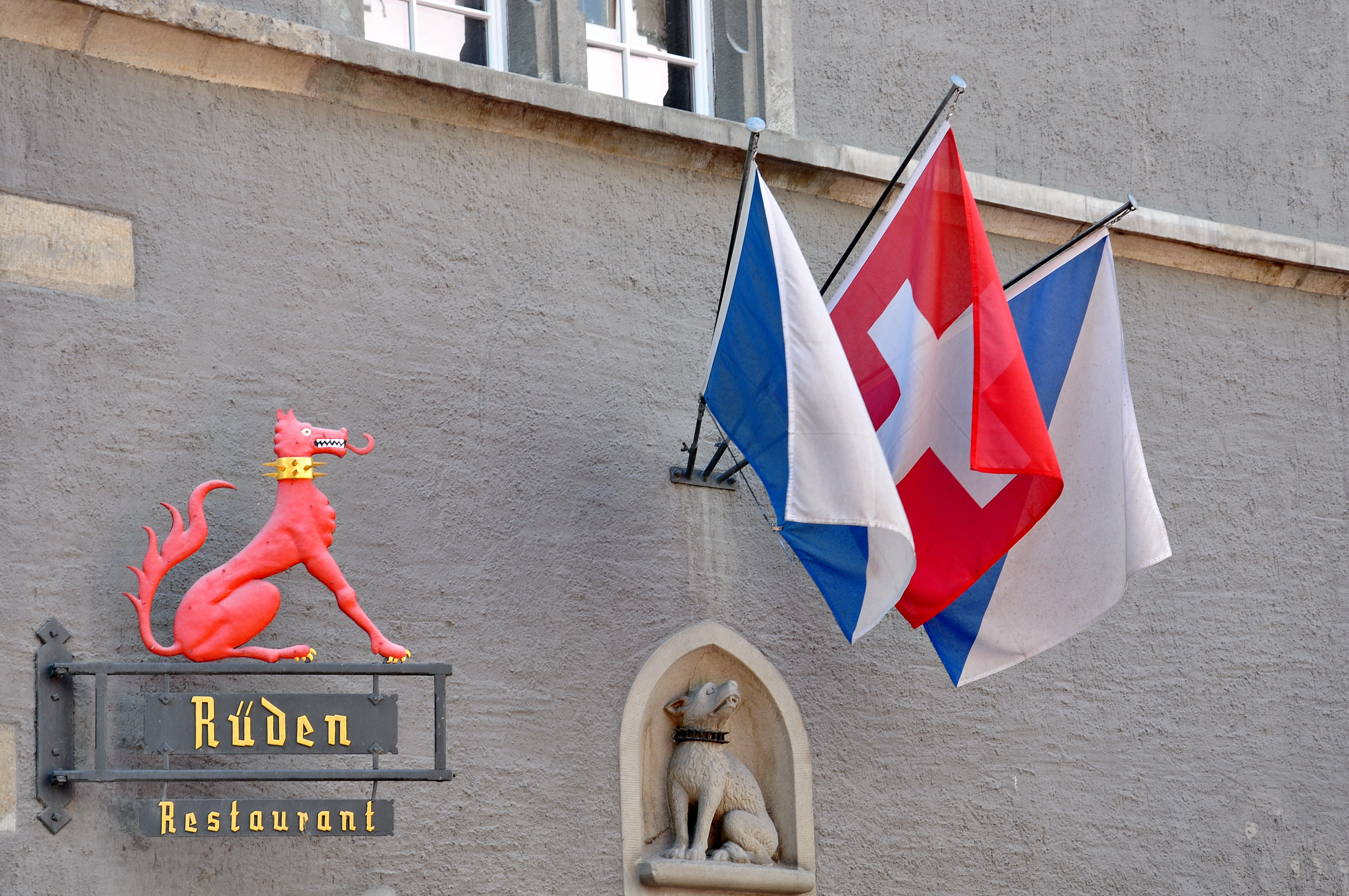
뤼덴의 간판
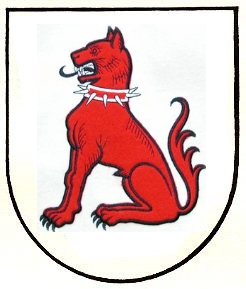
Coats of arms of the 콘슈타펠 협회의 문장
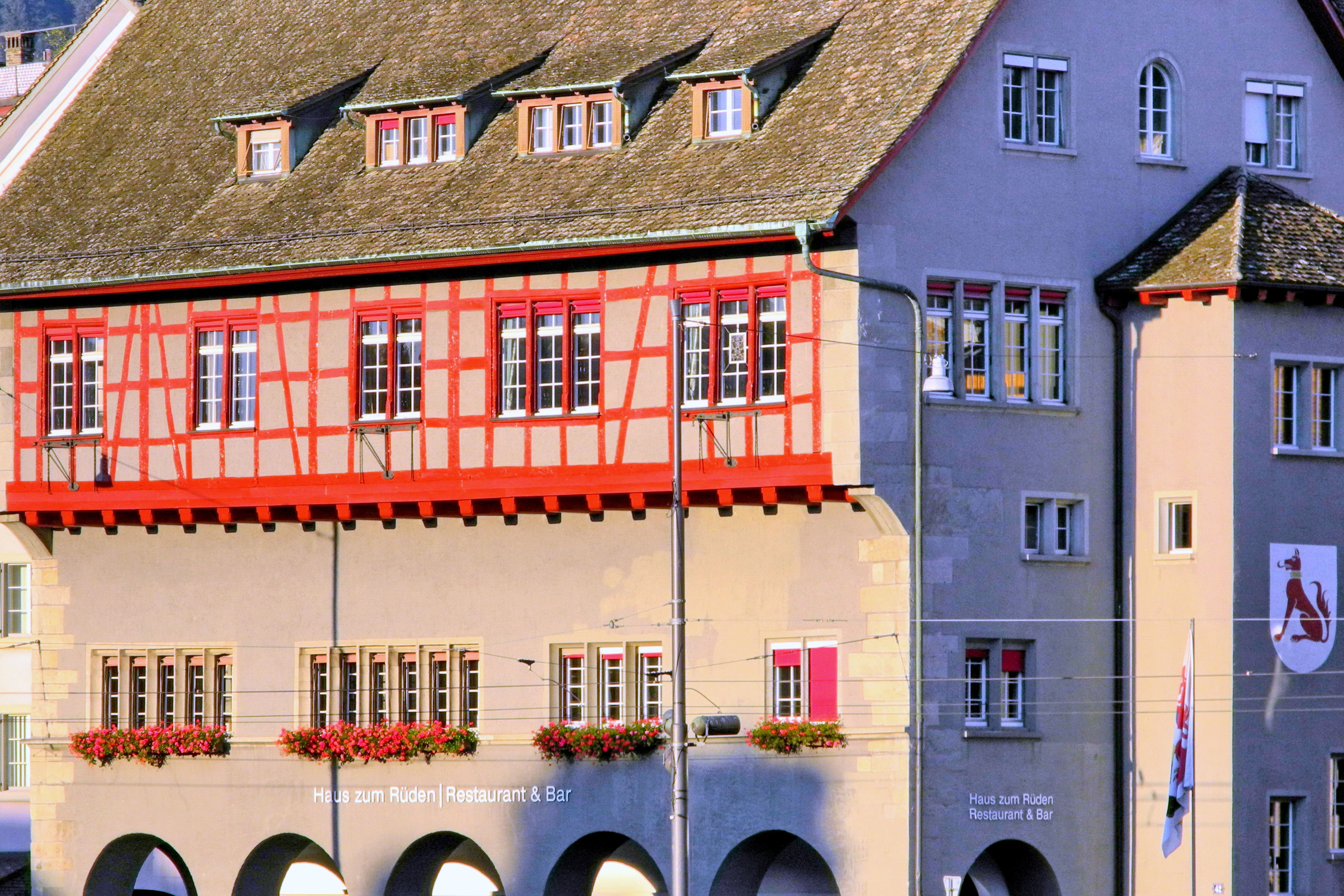
detail원목 1층의 상세 뷰

## 국가중요문화재
뤼덴 건물은 스위스 국가 및 지역 중요 문화재 목록에 국가 중요 등급 A 대상으로 등재되어 있다.